# Shinsuke Nakamura
Shinsuke Nakamura (jap. 中邑 真輔, Nakamura Shinsuke; * 24. Februar 1980 in Kyōtango, Kyōto, Japan) ist ein japanischer Wrestler, der derzeit bei World Wrestling Entertainment unter Vertrag steht und bei SmackDown auftritt. Sein bisher größter sportlicher Erfolg ist der dreifache Erhalt der WWE United States Championship sowie der zweifache Erhalt der WWE Intercontinental Championship. Ebenso ist Nakamura ehemaliger, dreifacher IWGP Heavyweight Champion.

## Wrestling-Karriere

### New Japan Pro Wrestling (2002–2016)
Seine Karriere begann er bei der japanischen Wrestling Promotion New Japan Pro-Wrestling.
Sein erstes Match bestritt er am 29. August 2002 gegen Tadao Yasuda, welches er auch verlor.
Er fehdete gegen den IWGP Heavyweight Champion Hiroyoshi Tenzan. Am 9. Dezember 2003 besiegte er Hiroyoshi Tenzan und holte sich somit zum ersten Mal den IWGP Heavyweight Championship. Am 4. Januar 2004 besiegte er Yoshihiro Takayama und holte sich den NWF Heavyweight Championship und vereinigte den IWGP Heavyweight Championship mit dem NWF Heavyweight Championship. Am 15. Februar 2004 musste er den IWGP Heavyweight Championship aufgrund einer schweren Gesichtsverletzung abgeben, welche er sich bei einem MMA Kampf gegen Alexei Ignashov am 31. Dezember 2003 zugezogen hatte.
Am 11. Dezember 2004 besiegte er gemeinsam mit Hiroshi Tanahashi Kensuke Sasaki und Minoru Suzuki um die vakanten IWGP Tag Team Championship zu gewinnen. Die Titel verloren sie am 30. Oktober 2005 an Hiroyoshi Tenzan und Masahiro Chono. Am 4. Januar 2005 besiegte er Hiroshi Tanahashi und holte sich den IWGP U-30 Openweight Champion. Den Titel gab er am 1. Mai 2005 freiwillig ab.

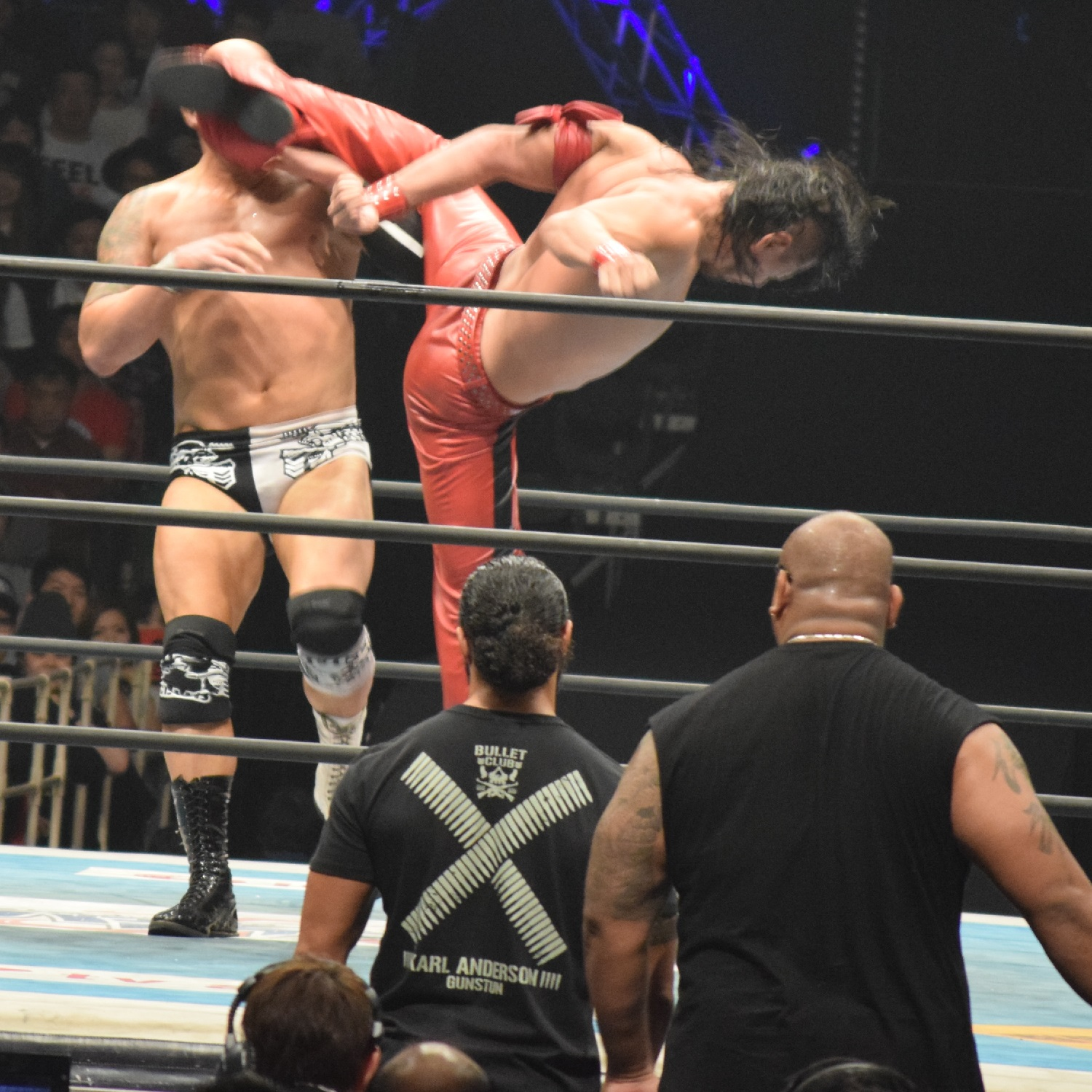
Shinsuke Nakamura gegen Karl Anderson bei NJPW.

Im Jahr 2006 fehdete er gegen Brock Lesnar um den IWGP Heavyweight Championship. Er konnte sich den Titel allerdings nicht holen. Am 4. Januar 2008 besiegte er Hiroshi Tanahashi und holte sich zum zweiten Mal den IWGP Heavyweight Championship. Den Titel verlor er am 27. April 2008 an Keiji Muto. Am 17. Februar 2008 besiegte er Kurt Angle und holte sich den IWGP Third Belt Championship. Dieser Titel entstand als NJPW Mitte Juli 2006 Brock Lesnar den IWGP Heavyweight Championship aberkannte. Daraufhin verließ Brock Lesnar die Promotion. Da sich Brock Lesnar weiterhin als rechtmäßigen Champion sah, ging er mit dem Titel zu Antonio Inokis neu geschaffener IGF. Nachdem Shinsuke Nakamura den Titel von Kurt Angle gewann, vereinigte er den IWGP Heavyweight Championship mit dem IWGP Third Belt Championship. Nachdem sich Hiroshi Tanahashi den IWGP Heavyweight Championship holte, fehdete er gegen ihn um den Titel. Hiroshi Tanahashi zog sich allerdings eine Verletzung zu, weshalb er den Titel abgeben musste, womit die Fehde vorbei war. Am 27. September 2009 besiegte er Togi Makabe in einem Entscheidungsmatch und gewann somit zum dritten Mal den IWGP Heavyweight Championship. Er fehdete anschließend gegen Togi Makabe um den Titel. Am 3. Mai 2010 verlor er den Titel an Togi Makabe.
Am 22. Juli 2012 besiegte er Hirooki Goto und sicherte sich zum ersten Mal den IWGP Intercontinental Championship. Den Titel verlor er am 31. Mai 2013 an La Sombra. Am 20. Juli 2013 besiegte er La Sombra und holte sich den IWGP Intercontinental Championship zurück. Er fehdete wieder gegen seinen alten Rivalen Hiroshi Tanahashi, der ihm den Titel am 4. Januar 2014 abnahm. Am 6. April 2014 besiegte er Hiroshi Tanahashi und holte sich den Titel wieder zurück. Am 21. Juni 2014 verlor er seinen Titel an Bad Luck Fale. Den IWGP Intercontinental Championship holte er sich am 21. September 2014 zurück. Am 3. Mai 2015 verlor er den Titel an Hirooki Goto. Am 27. September 2015 besiegte er Hirooki Goto und holte sich zum fünften Mal den IWGP Intercontinental Championship. Im November 2015 wurde er von AJ Styles zu einem Titelmatch herausgefordert. Da sich AJ Styles verletzte, fand das Titelmatch erst am 4. Januar 2016 statt. Bei NJPW Wrestle Kingdom 10 verteidigte er seinen Titel erfolgreich gegen AJ Styles. Am 25. Januar 2016 gab er aufgrund seines Ende Januar auslaufenden Vertrages den IWGP Intercontinental Championship auf einer Pressekonferenz zurück, womit der Titel für vakant erklärt wurde. Sein letztes Match für NJPW bestritt er am 30. Januar 2016 gemeinsam mit Kazuchika Okada und Tomohiro Ishii, mit denen er das Stable CHAOS bildete. Sie besiegten Hirooki Goto, Hiroshi Tanahashi und Katsuyori Shibata. Am selben Tag verließ er das Stable und New Japan Pro Wrestling.

### World Wrestling Entertainment (seit 2016)

#### NXT Champion(2016–2017)

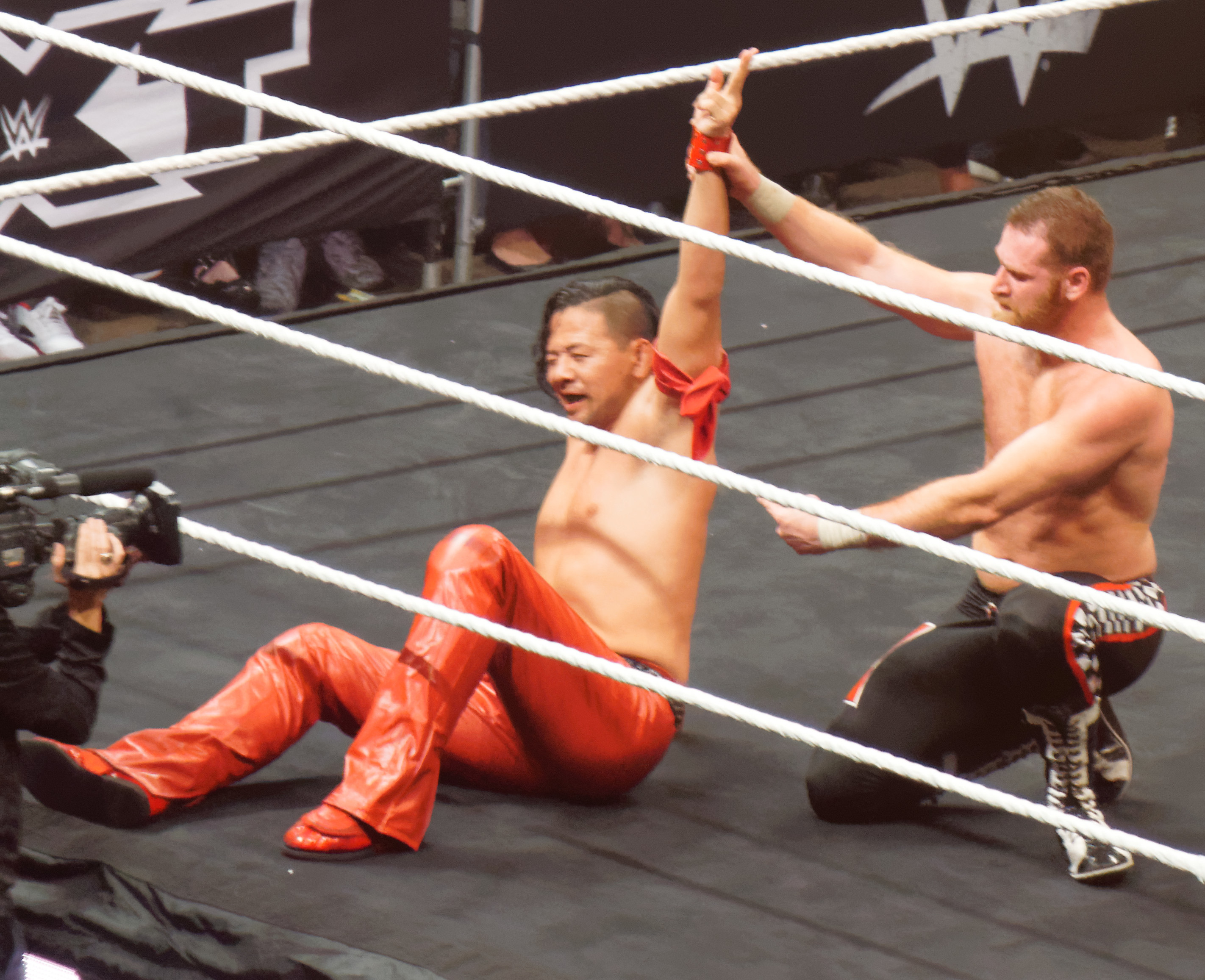
Nakamura nach seinem Sieg bei TakeOver: Dallas 2016.

Am 28. Januar 2016 gab WWE bekannt, dass Shinsuke Nakamura einen Vertrag unterschrieben hat. Am selben Tag wurde bekannt gegeben, dass Nakamura bei der Entwicklungsliga der WWE, NXT debütieren wird. Sein Debüt im Ring feierte Nakamura bei der NXT-Veranstaltung NXT TakeOver: Dallas am 1. April 2016 mit einem Sieg gegen Sami Zayn. In den folgenden Wochen bestritt er bei NXT mehrere Matches gegen unter anderem Tye Dillinger, Elias Samson und Alex Riley. In der NXT-Ausgabe vom 28. April besiegte er gemeinsam mit Austin Aries als Tag Team Blake und Murphy. Im Anschluss begann er eine Fehde gegen Aries, welche in einem Match beim Spezial-Event NXT Takeover: The End am 8. Juni gipfelte, welches Nakamura gewinnen konnte. In der NXT-Ausgabe vom 15. Juni unterbrach er Finn Bálor und forderte ihn zu einem Match heraus, welches Bálor annahm. Am 29. Juni hatte Nakamura bei einem Live-Event in Honolulu sein erstes Match im Hauptkader der WWE und besiegte Kevin Owens. Bei einem weiteren Live-Event am 1. Juli in Tokio durfte er Chris Jericho besiegen. Am 20. August 2016 bei NXT Takeover: Brooklyn II besiegte Nakamura den bisherigen Titelträger Samoa Joe und gewann somit die NXT Championship. Am 19. November 2016 bei NXT TakeOver: Toronto verlor er den Titel wieder an Samoa Joe, dies war gleichzeitig seine erste Niederlage im WWE-TV. Am 3. Dezember durfte Nakamura den Titel in einer Houseshow in Japan wieder von Samoa Joe zurückgewinnen. Am 28. Januar 2017 verlor er den Titel bei NXT TakeOver: San Antonio an Bobby Roode. Dieses Match war sein letzter Auftritt bei NXT.

#### Royal Rumble Sieg undUnited States Champion(2017–2019)
In der SmackDown Live Ausgabe am 4. April 2017 gab Nakamura sein Debüt im Hauptkader bei SmackDown, bei dem er eine Promo von The Miz unterbrach. Nach der Show besiegte er Dolph Ziggler in einem Dark Match. In der SmackDown Live Ausgabe am 1. August 2017 gewann er ein Hauptherausforderer-Match gegen John Cena, in dem es um einen Titelkampf gegen den amtierenden WWE Champion Jinder Mahal bei WWE SummerSlam 2017 ging. Beim SummerSlam verlor er allerdings gegen Jinder Mahal.
Am 28. Januar 2018 gewann er den Royal Rumble. Unmittelbar danach kündigte Nakamura an, dass er AJ Styles für den WWE Championship bei WrestleMania 34 herausfordern würde. Diesen Kampf verlor Nakamura.
Am 15. Juli 2018 gewann Nakamura dann aber zum ersten Mal den WWE United States Championship gegen Jeff Hardy. Diese Regentschaft hielt 156 Tage an danach verlor den Titel am 18. Dezember 2018 gegen Rusev. Jedoch konnte sich Nakamura den Titel bereits am 27. Januar 2019 wieder zurückholen, indem er Rusev beim Royal Rumble 2019 besiegte. Jedoch verlor Nakamura den Titel bereits nach 2 Tagen wieder bei SmackDown am 29. Januar 2019 an R-Truth.

#### SmackDown und Intercontinental Champion(seit 2019)
Nach seinem Titelrun als Singles Wrestler bildete er dann ein Tag Team mit Rusev und waren auch im Titelgeschehen um die WWE SmackDown Tag Team Championship involviert, den Titel konnten sie sich jedoch nie sichern. Am 14. Juli 2019 gewann Nakamura bei Extreme Rules den WWE Intercontinental Championship, nachdem er Finn Bálor besiegte. Am 24. November 2019 bestritt er bei WWE Survivor Series ein Triple Threat Match gegen AJ Styles und Roderick Strong, dieses Match verlor er. Am 31. Januar 2020 verlor er seinen Titel nach 201 Tagen Regentschaft an Braun Strowman bei einer Ausgabe von SmackDown. Im Juli 2020 gründete er ein Team mit Cesaro. Gemeinsam gewannen sie am 19. Juli 2020 die SmackDown Tag Team Championship von The New Day Kofi Kingston & Big E. Am 9. Oktober verloren sie die Titel nach 82 Tagen Regentschaft zurück an The New Day Kofi Kingston & Xavier Woods. Am 13. August 2021 gewann er erneut die WWE Intercontinental Championship, hierfür besiegte er Apollo Crews. Die Regentschaft hielt 182 Tage und verlor den Titel, schlussendlich am 11. Februar 2022 an Sami Zayn. Am 28. April 2023 wurde er zu Raw gedraftet.
Er kehrte im November 2024 zurück in die Show nach einer sechsmonatigen Auszeit. Er gewann daraufhin am 30. November 2024 die United States Championship von LA Knight bei Survivor Series: Wargames.
In der SmackDown-Ausgabe vom 7. März 2025 verlor Nakamura nach einer Regentschaft von 97 Tagen wieder die United States Championship an LA Knight.

## Titel und Auszeichnungen
- World Wrestling Entertainment

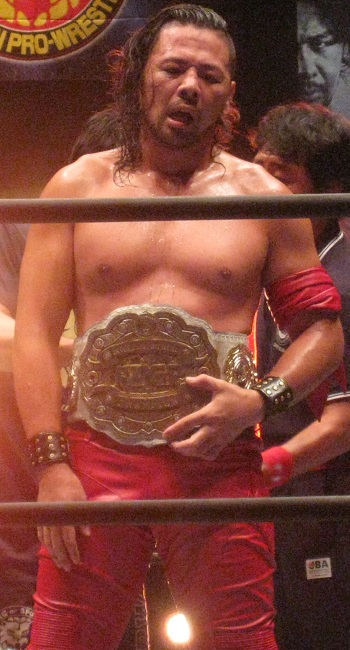
IWGP Intercontinental Champion Nakamura.

  - WWE Intercontinental Championship (2×)
  - WWE United States Championship (3×)
  - WWE SmackDown Tag Team Championship (1× mit Cesaro)
  - NXT Championship (2×)
  - Royal Rumble (Men's 2018)

- New Japan Pro-Wrestling
  - IWGP Heavyweight Championship (3×)
  - IWGP Heavyweight Championship (Third Belt Version 1×)
  - IWGP Intercontinental Championship (5×)
  - IWGP Tag Team Championship (1× mit Hiroshi Tanahashi)
  - IWGP U-30 Openweight Championship (1×)
  - NWF Heavyweight Championship (1×)
  - G1 Climax (2011)
  - G1 Tag League (mit Masahiro Chono 2006)
  - New Japan Cup (2014)
  - 10,000,000 Yen Tag Tournament (mit Hiroyoshi Tenzan 2004)
  - National District Tournament (mit Koji Kanemoto 2006)
  - Teisen Hall Cup Six Man Tag Team Tournament (mit Hiro Saito und Tatsutoshi Goto 2003)
  - Yuko Six Man Tag Team Tournament (mit Blue Wolf und Katsuhiko Nakajima 2004)

- Pro Wrestling Illustrated
  - Nummer 26 der Top 500 Wrestler in der PWI 500 im Jahr 2020

## MMA-Statistik
| Ergebnis   | Profi-Rekord | Gegner          | Datum              | Veranstaltung               | Methode                    | Runde | Zeit |
| ---------- | ------------ | --------------- | ------------------ | --------------------------- | -------------------------- | ----- | ---- |
| Sieg       | 3-1 (1)      | Alexey Ignashov | 22. Mai 2004       | K-1 MMA ROMANEX             | Aufgabe (Forearm Choke)    | 2     | 1:51 |
| No Contest | 2-1 (1)      | Alexey Ignashov | 31. Dezember 2003  | K-1 PREMIUM 2003 Dynamite!! | No Contest                 | 3     | 1:19 |
| Sieg       | 2–1          | Shane Eitner    | 13. September 2003 | Jungle Fight 1              | Aufgabe (Keylock)          | 1     | 4:29 |
| Sieg       | 1–1          | Jan Nortje      | 2. Mai 2003        | NJPW - Ultimate Crush       | Aufgabe (Guillotine Choke) | 2     | 3:12 |
| Niederlage | 0–1          | Daniel Gracie   | 31. Dezember 2002  | Inoki Bom-Ba-Ye 2002        | Aufgabe (Armlock)          | 2     | 2:14 |